# Монтоджо
Монто̀джо (на италиански: Montoggio; на лигурски: Montêuggio, Монтеуджо) е село и община в Северна Италия, провинция Генуа, регион Лигурия. Разположено е на 438 m надморска височина. Населението на общината е 2049 души (към 2011 г.).